# Diklipgoerami
De Diklipgoerami (Trichogaster labiosa, voorheen Colisa labiosa) is een tropische vis die ook als aquariumvis gehouden wordt. Het behoort tot de familie van de Echte goerami's (Osphronemidae). Ze komen oorspronkelijk uit Azië (Birma en India). De meeste diklipgoerami's zijn echter kweekvissen. Sommige mensen vinden dit betreurenswaardig, omdat de kweekomstandigheden van de vis niet ideaal zouden zijn (gebruik van medicijnen in het water) en de kleuren van de kweekvissen minder intens zouden zijn.
Goerami's zijn labyrintvissen. Omdat zij van nature voorkomen in gebieden waar het water soms ondiep is of weinig zuurstof bevat hebben zij een orgaan ontwikkeld waarmee ze zuurstof aan het oppervlak kunnen opnemen. Het is een kleine holte met gangetjes, vandaar de naam labyrintorgaan.
Het is een rustige, vreedzame vis die uitstekend geschikt is voor een gezelschapsaquarium. Het aquarium dat minimaal een meter lang moet zijn, moet goed beplant worden. Bij voorkeur worden ook drijfplanten gebruikt; zoals de meeste vissen houden ook diklipgoerami's niet van fel licht. Een donkere bodem is aan te bevelen om de kleuren beter tot hun recht te laten komen.
Het is een alleseter, dus er kan voor voldoende variatie in het menu gezorgd worden. Ze zijn vooral dol op (levende) rode muggenlarven. Let wel op dat het geven van levend voer ook het risico van infecties met zich meedraagt.
De kweek is redelijk eenvoudig. Het mannetje bouwt een schuimnest van luchtbellen tot enkele centimeters dik en met een doorsnee van tot wel 15 centimeter. Hij hapt dan lucht aan het wateroppervlak, en blaast de luchtbellen in een hoekje van het aquarium of tussen drijfplanten. Het vrouwtje mag in dit stadium niet in de buurt van het nest komen. Het bouwen van een nest leidt niet altijd tot een paring. Tijdens het paren 'omhelst' het mannetje het vrouwtje; zij ligt dan stil op haar rug en het mannetje krult om haar heen. De eieren die vrijkomen zijn vettig en blijven daardoor drijven. Het mannetje plaatst de eieren dan in het nestje. Na het afzetten van de eieren moet het vrouwtje verwijderd worden. Het mannetje bewaakt namelijk de eitjes en tolereert haar niet in de buurt van het nest. Hij kan haar dan aanvallen. De waterhoogte moet terug gebracht worden tot 20 cm. Na twee dagen verlaten de eerste jongen het nest en moet ook de vader verwijderd worden. De jongen moeten gevoerd worden met de fijnste infusoriën en later met Artemia-naupliën en fijngewreven droogvoer. Er worden wel honderden eitjes gelegd. Niet alle jongen zullen het overleven en dat is voor de meeste mensen ook niet wenselijk. Er kan veel mis gaan bij de ontwikkeling van het labyrintorgaan. Sommige kwekers raden aan de sterke exemplaren te selecteren en groot te brengen en de rest van de jongen te gebruiken als voer voor andere vissen.
Diklipgoerami's kunnen het beste in een koppel of harem gehouden worden. Mannetjes vallen elkaar aan wanneer zij niet voldoende eigen ruimte hebben. In een groot aquarium kunnen wel meerdere mannetjes gehouden worden, zolang zij hun eigen territorium hebben en er voldoende beplanting aanwezig is om te schuilen. Wanneer mannetjes territoriaal gedrag gaan vertonen kan hun buik bruin kleuren. Vrouwtjes die zin krijgen om te paren, krijgen een goudkleurige glans. De paringsdrang zou gestimuleerd kunnen worden door het geven van iets koeler water bij de verversing (niet meer dan 2 graden koeler dan het aquariumwater).